# Niniongo (Zimtenga)
Pour les articles homonymes, voir Niniongo.
Niniongo est localité située dans le département de Zimtenga de la province du Bam dans la région Centre-Nord au Burkina Faso. En 2006, la ville comptait 342 habitants dont 56% de femmes.